# Ex Mangimificio Martini
L'ex Mangimificio Martini è localizzato nella zona Darsena della città di Ravenna, tra le vie Antico Squero e via Salona. Tale complesso rappresenta un esempio di archeologia industriale.

## Descrizione generale
L'edificio, pur mantenendosi all'interno della volumetria definita dall'originale fabbricato, presenta fronti semplificati caratterizzati dall'interazione di finestre quadrate e da un omogeneo rivestimento ad intonaco che ricorda vagamente le caratteristiche tipologiche di un edificio in linea.
Riguardo alla struttura, costituita interamente da membrature in cemento armato, si segnalano le scale che si librano all'interno degli ampi saloni dei cinque piani fuori terra. Ad est si distende un corpo di fabbrica che borda via Salona: mostra paramenti murari in mattoni bruniti a vista, caratterizzati da un motivo decorativo a dentelli disposto a coronamento di piccole lesene, riscontrabile peraltro anche nel muro di cinta del complesso rivolto verso il Canale.
L'edificio è in buono stato di conservazione, con una superficie coperta di più di ottomila metri quadrati, in parte affacciata sullo specchio d'acqua del Candiano e in posizione strategica per i collegamenti urbani.

## Storia
Nel 1912 fu costruito il Molino “Spagnoli, Padovani e C.”, le attività di questa realtà imprenditoriale erano suddivise tra 2 stabilimenti: Imola e Ravenna. I due stabilimenti erano dei “molini a cilindri, con sistema ungherese”; a livello di evoluzione produttiva, la macinazione “a cilindri” mostrò da subito numerosi vantaggi rispetto a quella “a macine”: velocità, grande produzione industriale (farine più fini), logoramento scarso, manutenzione poco costosa, facilità di esercizio, spazio occupato ridotto per i macchinari. Il molino fu distrutto dai bombardamenti della seconda guerra mondiale e venne poi ricostruito per volontà della Società Padana di Macinazione.
Il fabbricato ricostruito in cemento armato nel dopoguerra, si sviluppa su 5 piani fuori terra, con un'occupazione di circa 2100 m² e una olumetria di 26.750 m³; nella superficie è compresa l'area coperta dai silos cereali e silos farine.
L'edificio pur mantenendosi all'interno della volumetria definita dall'originale fabbricato, presenta fronti semplificati caratterizzati dall'interazione di finestre quadrate e da un omogeneo rivestimento ad intonaco che ricorda vagamente le caratteristiche tipologiche di un edificio in linea. Internamente, si segnalano le scale che si librano all'interno degli ampi saloni dei cinque piani fuori terra. A ridosso del muro di cinta in mattoni, è presente un fabbricato su 2 piani fuori terra (circa 293 m² al piano terra e circa 114 m² ad uso abitativo al 1º piano) ad uso portineria, abitazione, spogliatoio operai, uffici e servizi di officina, falegnameria, cabina elettrica.
Esso mostra paramenti murari in mattoni bruniti a vista, caratterizzati da un motivo decorativo a dentelli disposto a coronamento di piccole lesene, riscontrabile peraltro anche nel muro di cinta del complesso rivolto verso il Canale Darsena.
Nel 1958, fu eseguita la costruzione in mattoni su due piani fuori terra (119 m² per ogni unità abitativa, 1090 m³ di volumetria) e la costruzione di un capannone attiguo di 160 m² circa.
Negli anni '80, il complesso giunge al suo completamento attuale, con la costruzione di un ulteriore fabbricato ad uso mensa e servizi, che collega la parte risalente all'anno 1912 con la parte di fabbricato costruita nel 1958; dando così continuità all'esistente lungo via Salona.
L'attività dell'ex molino, ora diventato mangimificio si amplia in quegli anni con la costruzione di nuovi silos e di una fossa di scarico di cereali alla rinfusa.
Negli anni di massimo splendore industriale, il mangimificio contava sino a 56 dipendenti impegnati con i lavori svolti nell'area del mangimificio, su di una superficie complessiva di 11.232 m² circa.
Dopo la sua ricostruzione quasi fedele all'edificio originario del 1912, dal dopoguerra ad oggi, si sono succedute diverse proprietà:
- Sino al 1974: “Società Padana di Macinazione” e Capitaneria di Porto (Locali in via Salona).
- Dal 1974 al 1980: RA.MA. S.p.a.
- Dal 1980 al 1984: MOSA S.p.a. Alimenti Zootecnici
- Dal 1984 ad oggi: Società Italiana Silos e Mangimi Srl, poi divenuta nel 2006 a seguito di una fusione societaria: F.lli Martini & C. S.p.a.

A causa della crisi economica attuale e con svariate problematiche da risolvere, tra le quali:
- Lo stato di “abbandono” dei locali, in particolare di quelli siti nel fabbricato lungo via Salona
- L'inquinamento acustico prodotto e i successivi lavori di fono-isolamento

Lo stabilimento risulta essere stato in funzione sino all'anno 2009/2010, prima di essere totalmente dismesso dall'attuale proprietà Martini, probabilmente a causa degli alti costi di manutenzione dello stabile per il mantenimento dell'attività industriale per il quale era stato predisposto.